# Бригинец, Юлия Владимировна
Юлия Бригинец (укр. Юлія Бригінець; род. 15 декабря 1993 года) — бывшая украинская биатлонистка.

## Карьера
Начала заниматься биатлоном в 2005 году. Член сборной с 2010 года. Тренеры — С. Л. Ворчак и А. В. Ворчак.
На юношеских чемпионатах мира становилась чемпионкой (2012) и дважды вице-чемпионкой (2011, 2013) в эстафете.
Двукратный серебряный призёр чемпионатов мира по летнему биатлону в эстафете.
В 2014 году стала чемпионкой Европы в эстафете среди юниоров.
Бронзовый призёр Универсиады 2015 в смешанной эстафете.